# Larry Willis
Lawrence Elliott "Larry" Willis (Harlem, 20 dicembre 1942 – Baltimora, 29 settembre 2019) è stato un pianista e compositore statunitense.

## Discografia parziale
- A New Kind of Soul (LLP, 1970)
- Inner Crisis (Groove Merchant, 1973)
- My Funny Valentine (Jazz City, 1988)
- Just in Time (SteepleChase, 1989)
- Heavy Blue (SteepleChase, 1990)
- Let's Play (SteepleChase, 1991)
- Steal Away (AudioQuest, 1991 1992)
- Solo Spirit (Mapleshade, 1992, [1993])
- How Do You Keep the Music Playing? (SteepleChase, 1992)
- Unforgettable: Piano Solos, (SteepleChase, 1992)
- A Tribute to Someone (AudioQuest, 1993 [1994])
- Serenade (Sound Hills, 1995)
- If Trees Could Talk (Mapleshade, 1999) con Hamiet Bluiett
- Sunshower (Mapleshade, 2001) con Kash Killion, Steve Novosel, Paul Murphy, Steve Berrios
- Sanctuary (Mapleshade, 2003) con Joe Ford, Ray Codrington, Steve Novosel, Steve Berrios, Artie Sherman & the Rick Schmidt Strings
- The Powers of Two (Mapleshade, 2004) con Paul Murphy
- Alter Ego (Mapleshade, 2006) con Tony Pancella
- The Big Push (HighNote, 2006)
- Blue Fable (HighNote, 2007)
- The Offering (HighNote, 2008)
- This Time the Dream's on Me (HighNote, 2012)
- I Fall In Love Too Easily (HighNote, 2020)